# Мартинс, Рафаэл
Клесилдо Рафаэл Мартинс де Соуза Ладислау (порт. Clecildo Rafael Martins de Souza Ladislau, 17 марта 1989, Сантус) — бразильский футболист, нападающий клуба «Санта-Клара».

## Клубная карьера
Родившийся в городе Сантус Мартинс начал играть в юношеской команде клуба «Аудакс» из Озаску в 2003 году, в возрасте 14 лет. В декабре 2007 года он перешёл в «Гремио» на правах аренды, в 2009 год он был включён в основную команду этого клуба.
В составе главной команды «Гремио» Мартинс дебютировал 21 января 2009 года, выйдя на вторую половину матча против «Интернасьонала Санта-Мария» в рамках Лиги Гаушу, игра закончилась ничьей 1:1. В «Аудакс» Мартинс вернулся в сентябре того же года, затем был отдан в аренду испанской «Сарагосе B», а потом — и в бразильский «Гремио Пруденти», после чего вновь оказаться в родном «Аудаксе».
После удачных выступлений в лиге штата, Мартинс перешёл в клуб «АБС» в марте 2011 года, но редко выходил на поле в составе своей новой команды и вернулся в «Аудакс» в декабре. Показав хорошую результативность в «Аудаксе» и «Шапекоэнсе» в последующие 2 года, Мартинс перешёл на правах аренды 8 июля 2013 года в португальскую «Виторию» из Сетубала.
По итогам чемпионата Португалии 2013/14 Мартинс с 15-ю забитыми мячами занял 3-е место в списке лучших бомбардиров турнира, а его команда заняла 7-ю позицию в итоговой таблице. Проведя 1 сезон в Португалии, Мартинс подписывает трёхлетний контракт с клубом испанской Ла Лиги «Леванте» 18 июля 2014 года. В Ла Лиге Мартинс дебютировал 24 августа, заменив Давида Барраля на 71-й минуте домашней игры против «Вильярреал», которая закончилась поражением левантийцев (0:2).